# Красный Яр (Кожевниковский район)
Кра́сный Яр — деревня в Кожевниковском районе Томской области, Россия. Входит в состав Вороновского сельского поселения.

## География
Деревня расположена на берегу Оби, на востоке Кожевниковского района. Примерно в 10 км (по прямой) по другой сторону Оби пролегает административная граница с Новосибирской областью. Менее чем в 1 км к западу от Красного Яра проходит автомобильная трасса Новосибирск—Кожевниково—Мельниково.

## Население
| 2002 | 2010 | 2012 | 2013 | 2014 | 2015 | 2021 |
| ---- | ---- | ---- | ---- | ---- | ---- | ---- |
| 186  | ↘135 | ↗138 | ↗143 | ↗146 | ↘142 | ↘95  |

## Социальная сфера и экономика
В деревне работает фельдшерско-акушерский пункт и дом культуры.
Основу местной экономической жизни составляют сельское хозяйство и розничная торговля.